# Ermita de San Marcos (Tubilla del Lago)
La ermita de San Marcos es una ermita católica del siglo XIII de estilo románico de transición al gótico situada en el despoblado de Quintanilla de los Caballeros, perteneciente al municipio burgalés de Tubilla del Lago (España).
Se trata de un templo de carácter cisterciense de una sola nave con planta rectangular, cabecera poligonal y bóveda de crucería. En el interior destacan las imágenes de Nuestra Señora de la Fuente y de San Marcos. Anteriormente fue la iglesia parroquial de la localidad, dedicada a San Juan Bautista. Es el único edificio que se conserva en Quintanilla de los Caballeros.
El 25 de abril la población acude en romería desde el pueblo hasta la ermita portando la imagen de la Virgen de la Fuente. En la ermita se une la imagen de San Marcos y se celebra una procesión alrededor de la ermita, bailes y comida campestre con motivo de su festividad.